# Guljantsi
Guljantsi (bulgariska: Гулянци) är en ort i Bulgarien.   Den ligger i kommunen Obsjtina Guljantsi och regionen Pleven, i den norra delen av landet, 150 km nordost om huvudstaden Sofia. Guljantsi ligger 29 meter över havet och antalet invånare är 3 589.
Terrängen runt Guljantsi är huvudsakligen platt, men åt nordost är den kuperad. Runt Guljantsi är det ganska tätbefolkat, med 108 invånare per kvadratkilometer.. Närmaste större samhälle är Nikopol, 17,7 km öster om Guljantsi.
Trakten runt Guljantsi består till största delen av jordbruksmark.